# Hoogberg-Hotond
L'Hoogberg-Hotond è una collina delle Ardenne fiamminghe, in Belgio, nel comune di Kluisbergen.

## Ciclismo
È stata scalata dai ciclisti nel Giro delle Fiandre nelle edizioni del 1972, 1977, 1992-1994, 2012 e 2013.
Partendo da Zulzeke (25 m s.l.m.), la salita è lunga 4,3 km mentre il dislivello positivo è di circa 133 m. L'aumento medio è del 3,1% con un massimo dell'8%.